# یلپیت (واشینگتن)
یلپیت (به انگلیسی: Yellepit) یک منطقهٔ مسکونی در ایالات متحده آمریکا است که در شهرستان بنتون، واشینگتن واقع شده‌است. یلپیت ۱۰۴ متر بالاتر از سطح دریا قرار دارد.